# Lago Te Paritu
Il lago Te Paritu, noto anche come  lago nero (in inglese Black Lake), è uno dei due piccoli laghi vulcanici ai bordi della caldera dell'isola di  Tūhua, nella baia di Plenty in Nuova Zelanda. È collegato al lago Aroarotamahine da una zona umida. Il lago non ha emissari che portino al mare, dal quale è separato dall'argine della caldera e si trova in una depressione, formatasi dopo lo sprofondamento della camera magmatica dell'edificio vulcanico causato dal suo parziale svuotamento a seguito di un'importante eruzione.
Il lago ha un colore scuro a causa dei fini sedimenti presenti nelle sue acque. Secondo la leggenda maori, il nero è il sangue di Tūhua (l'ossidiana),  ferito in una lotta contro Pounamu – un tipo di giada verde neozelandese. Tūhua uscì vincitore dalla lotta e cacciò il suo rivale nell'Isola del Sud.